# Antal Mally
Antal Mally (* 21. Juni 1890 in Budapest; † 1. Januar 1958) war ein ungarischer Fußballspieler und -trainer.

## Spielerkarriere
Als Spieler war Antal Mally zwischen 1909 und 1913 für den Terézvárosi TC aus Budapest aktiv. In der letzten Saison 1912/13 stieg der Verein aus der Nemzeti Bajnokság ab.

## Trainerlaufbahn
Seine Trainerlaufbahn begann Mally vermutlich in Ungarn. Im Jahr 1927 trainierte er die Estnische Fußballnationalmannschaft und den SK Tallinna Sport in der Estnischen Meisterschaft. Diese wurde im K.-o.-System ausgetragen. Mit dem Verein gewann Mally das entscheidende Finalspiel gegen den Tallinna JK um den Titel von 1927. Er verließ danach Estland und ging nach Italien, um dort zu arbeiten. Dort war er bis zum Jahr 1933 bei den Vereinen AC Venezia, Lanciano Calcio, SS Catania und Siracusa Calcio tätig. 1935 wurde er vom Estnischen Fußballverband als Nationaltrainer zurückgerufen. Er trainierte die Auswahlmannschaft während des Baltic Cup 1935. Im Jahr 1939 führte er Lierse SK zur Vizemeisterschaft in Belgien. Nach dem Ende des Zweiten Weltkriegs trainierte er in der Tschechoslowakei die Vereine AC Sparta Považská Bystrica, MŠK Žilina und MŠK Rimavská Sobota.